# Pipi i Bibis
Pipi i Bibis je bila igrica proizvođača Toaplana iz 1991. godine. Cilj je bio kontrolisati Pipija ili Bibisa u prostoriji gde se pored ostalog izbegavaju i neprijatelji, postavljaju bombe na određena mesta i vraća na izlaz dok ne bombe eksplodiraju.
Kao nagrada za svaki završeni nivo, otkriva se po 1/4 senke žene. Po završavanju 4 nivoa u zoni,vidi se cela nacrtana žena u donjem vešu. Nivoi označeni neparnim brojem imaju liftove, a pod parnim brojem imaju trampoline.

## Zone
1. enterijer stambene zgrade 
 
2. enterijer cirkusa  

3. eksterijer stambene zgrade 

4. kockarnica 

5. automobilska trka 

6. muzej 

## Neprijatelji
- engl.
- engl.
- engl.
- engl.
- engl.
- engl.
- engl.
- engl.
- engl.
- engl.
- engl.
- engl.
- engl.
- engl.
- engl.
- engl.
- engl.